# 高台湖
高台湖是一个位于中国青海省治多县的湖泊。